# Gare de Londerzeel
La gare de Londerzeel est une gare ferroviaire belge de la ligne 53, de Schellebelle à Louvain, située sur le territoire de la commune de Londerzeel, dans la province du Brabant flamand en région flamande.
Elle est mise en service en 1839 par l'administration des chemins de fer de l'État belge. C'est une un point d'arrêt non géré (PANG) de la Société nationale des chemins de fer belges (SNCB) desservie par des trains Omnibus (L) et Heure de pointe (P).

## Situation ferroviaire
Établie à 9 m d'altitude, la gare de Londerzeel est située au point kilométrique (PK) 26,977 de la Ligne 53, de Schellebelle à Louvain, entre les gares ouvertes de Malderen et de Kapelle-op-den-Bos.

## Histoire
La « station de Londerzeel » est mise en service sans doute en 1839 par l’administration des chemins de fer de l'État belge, après l'ouverture à l'exploitation la section de Malines à Termonde le 2 janvier 1837, puisqu'elle n'apparaît pas dans les exercices comptables de 1836 à 1838.

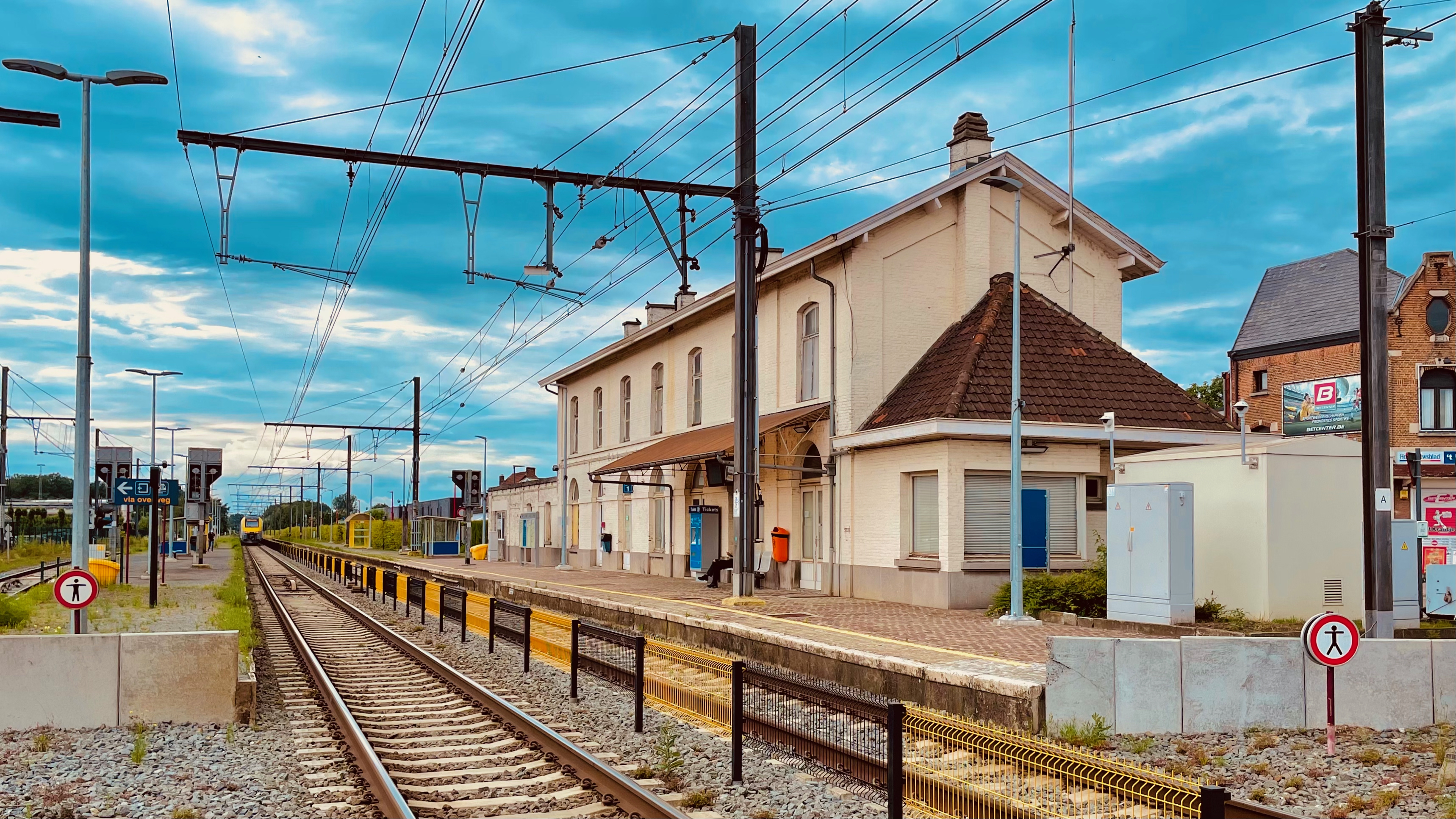
Intérieur de la gare.

Son bâtiment date vraisemblablement des années 1850 ou 1860 et correspond au style des gares de moyenne importance des Chemins de fer de l’État belge construites à cette époque. La loi du 21 mai 1854 accorde un crédit de 12 000 francs pour la construction du bâtiment des recettes et d'un magasin (halle à marchandises).
Au début, la ligne 53 est le seul itinéraire entre Bruxelles ou Malines et Gand et le seul appartenant à l’État belge entre Anvers et Gand.
Entre 1855 et 1856, les Chemins de fer de l'État belge inaugureront une ligne directe entre Bruxelles-Nord et Schellebelle via Alost.
La Compagnie du chemin de fer d'Anvers à Gand qui exploitait la ligne éponyme fut nationalisée en 1896 mais il fallut attendre la construction du tunnel Kennedy en 1970 pour que des trains directs puissent emprunter cette ligne entre Gand et Anvers rive droite.
Une ligne directe, construite par une entreprise privée entre Bruxelles et Termonde entre 1879 et 1881 (la ligne 60) a également modifié la donne.
La construction de la ligne 61 de Kontich à Alost transforme Londerzeel en gare de bifurcation :
- en 1879 est inaugurée la portion d'Alost à Londerzeel ;
- en 1881, le maillon final de la ligne entre Londerzeel et Boom est achevé.

Toutefois, jusqu'en 1898, la portion de ligne entre Londerzeel et Alost se détachait de la ligne 53 avant la gare d'Alost (là où se trouve aujourd'hui le pont de la route A12). Ces trains ne desservaient donc pas la gare de Londerzeel et bénéficiaient d'une autre halte sur la ligne 53 : Londerzeel-Oost. En 1898, un raccordement fut construit avec une courbe serrée et les trains vers Alost passèrent désormais par la gare de Londerzeel.

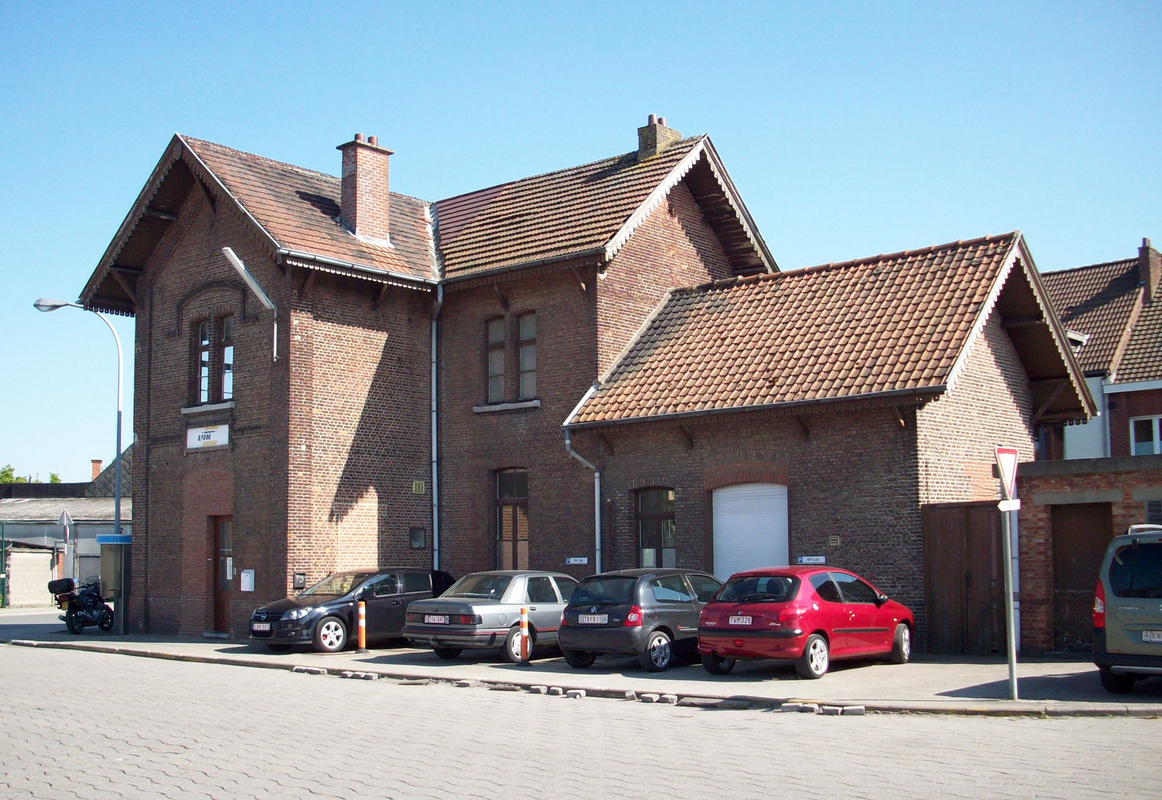
La gare des vicinaux

C'est peut-être à cette époque que le bâtiment est agrandi.
Les tramways de la Société nationale des chemins de fer vicinaux desservaient également Londeerzeel et construisirent un petit bâtiment typique des gares vicinales. Les tramways ont depuis longtemps disparus mais il y a désormais une station de bus devant le bâtiment qui reste utilisé par De Lijn.
La ligne 61 devait constituer un axe à longue distance entre Anvers et Douai mais ce trafic ne s'est jamais matérialisé. Le trafic des voyageurs prend fin après la Seconde Guerre mondiale et les portions de ligne autour de Londerzeel fermèrent de 1952 à 1956.

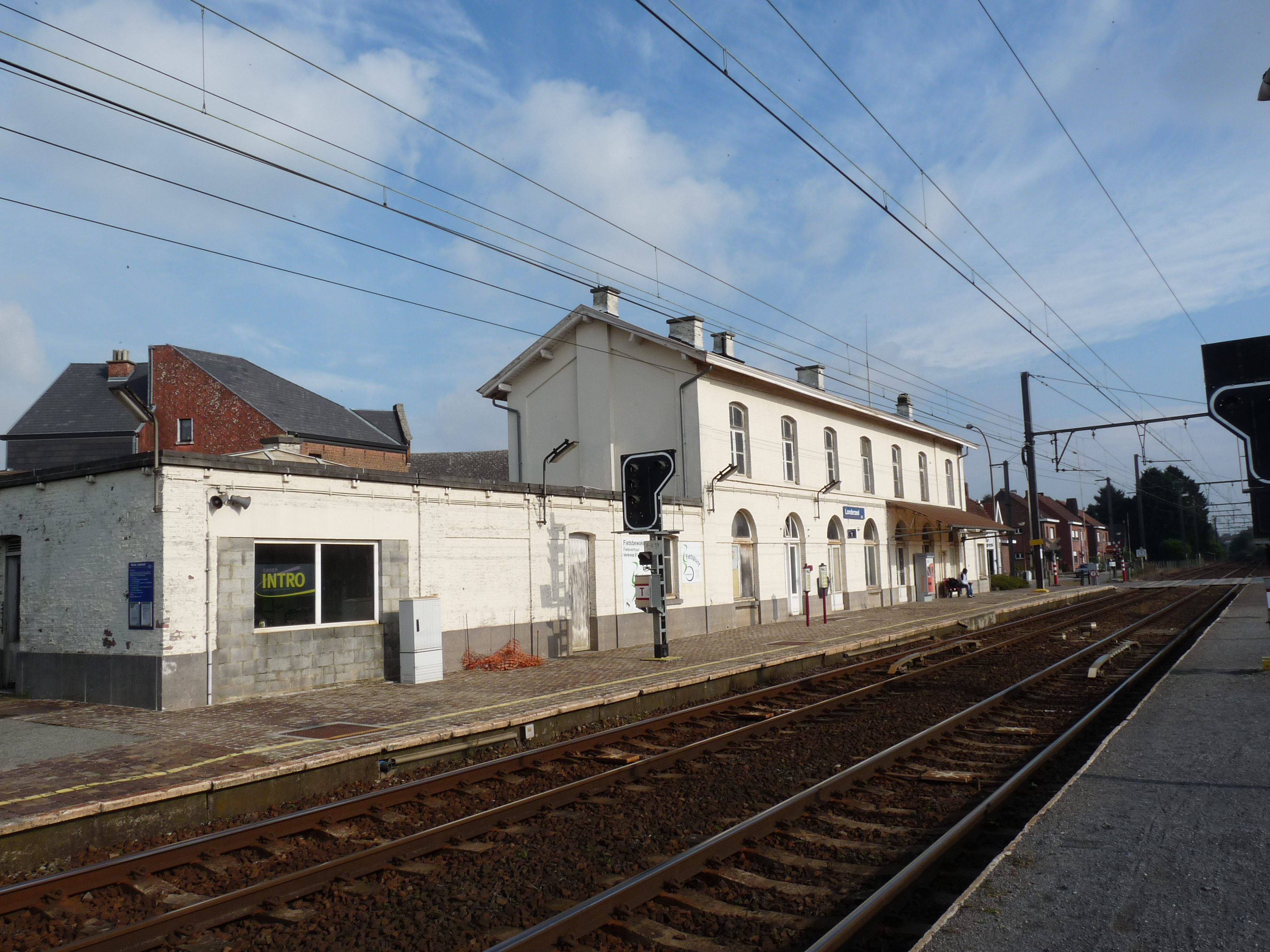
La gare en 2015

Le trafic voyageurs sur la ligne 53 est actuellement constitué de trains omnibus et semi-directs (en semaine). La cour à marchandises et son embranchement ont désormais disparu. Un parking pour les voitures et les bus occupe l'emplacement.
Les guichets et la salle d'attente fermèrent en 2015 mais, à la suite de protestations, la salle d'attente rouvrit en 2016.

### Le bâtiment de la gare
Ce bâtiment est typique des premières gares moyennes des chemins de fer de l’État belge. D'aspect néo-classique mais relativement dépouillé, elle consiste en un bâtiment de plan rectangulaire à deux étages, sans ailes, qui comporte sept travées, peut-être six à l'origine, sous une toiture à bâtière avec une pente faible. Les portes et fenêtres du rez-de-chaussée sont surmontées d'arcs en plein cintre tandis qu'ils sont bombés à l'étage.
Deux ailes à un étage se rajoutent au bâtiment (sans doute un agrandissement ultérieur). Une aile de service de trois travées à toit plat et une aile, plus courte de trois travées sous bâtière munie d'arcs en plein cintre. Cette dernière a par la suite été étêtée et ne compte plus qu'une seule travée sous toiture à croupes.
Une rénovation récente offre au bâtiment une nouvelle couche de peinture et ré-affecte l'aile de service en réparateur, vendeur et loueur de vélos.
Ce bâtiment, contrairement à la plupart de ceux, similaires, construits à cette époque a survécu à un remplacement à la fin du XIXe siècle, à une destruction durant la Première Guerre mondiale, à un remplacement durant l'entre-deux-guerres ou dans les années 1960-1970 et à a vague de démolition des bâtiments de gare depuis les années 1970. C'est un des rares vestiges des premières gares de moyenne importance construites par l’État belge avant la mise au point d'un modèle standard. Il présente quelques similitudes avec la gare d'Erembodegem, désormais démolie.

## Service des voyageurs

### Accueil
Gare SNCB, elle dispose d'un bâtiment voyageurs avec guichet, ouvert tous les jours. Des aménagements, équipements et services sont à la disposition des personnes à mobilité réduite.
Un passage pour piétons permet la traversée des voies et le passage d'un quai à l'autre.

### Desserte
Londerzeel est desservie par des trains InterCity (IC), Omnibus (L) et Heure de pointe (P) de la SNCB qui effectuent des missions sur la ligne commerciale 53 (Malines - Gand) (voir brochure SNCB).
En semaine, la desserte comprend :
- des trains IC-21 entre Louvain et Gand-Saint-Pierre ;
- des trains L entre Malines et Zeebrugge-Dorp (ou Zeebrugge-Strand pendant les vacances) ;
- un unique train P de Termonde à Malines, le matin (dans l'autre sens vers midi) ;
- deux trains P Termonde - Louvain et un train Louvain - Termonde, le matin ;
- deux trains P Louvain - Termonde et un train Termonde - Louvain, l’après-midi.

Les week-ends et jours fériés, la desserte est seulement constituée de trains L entre Malines et Courtrai. Le dimanche soir, en période scolaire, un unique train P reliant Poperinge à Sint-Joris-Weert (près de Louvain) marque l'arrêt en gare de Londerzeel.

### Intermodalité
Un parc pour les vélos et un parking pour les véhicules y sont aménagés. Des bus De Lijn desservent la gare.

## Comptage voyageurs
Ce graphique et tableau montre le nombre de voyageurs embarquant en moyenne durant la semaine, le samedi et le dimanche.
| Nombre de passagers qui embarquent à la gare de Londerzeel | Nombre de passagers qui embarquent à la gare de Londerzeel | Nombre de passagers qui embarquent à la gare de Londerzeel | Nombre de passagers qui embarquent à la gare de Londerzeel |
|                                                            | Semaine                                                    | Samedi                                                     | Dimanche                                                   |
| ---------------------------------------------------------- | ---------------------------------------------------------- | ---------------------------------------------------------- | ---------------------------------------------------------- |
| 1977                                                       | 768                                                        | 96                                                         | 83                                                         |
| 1978                                                       | 743                                                        | 138                                                        | 72                                                         |
| 1979                                                       | 814                                                        | 115                                                        | 70                                                         |
| 1980                                                       | 749                                                        | 153                                                        | 139                                                        |
| 1981                                                       | 856                                                        | 178                                                        | 186                                                        |
| 1982                                                       | 809                                                        | 168                                                        | 129                                                        |
| 1983                                                       | 819                                                        | 130                                                        | 136                                                        |
| 1984                                                       | 775                                                        | 78                                                         | 79                                                         |
| 1985                                                       | 711                                                        | 140                                                        | 146                                                        |
| 1986                                                       | 668                                                        | 89                                                         | 111                                                        |
| 1987                                                       | 573                                                        | 89                                                         | 87                                                         |
| 1988                                                       | 541                                                        | 113                                                        | 87                                                         |
| 1989                                                       | 592                                                        | 125                                                        | 66                                                         |
| 1990                                                       | 612                                                        | 130                                                        | 87                                                         |
| 1991                                                       | 626                                                        | 133                                                        | 91                                                         |
| 1992                                                       | 626                                                        | 133                                                        | 91                                                         |
| 1993                                                       | 639                                                        | 110                                                        | 54                                                         |
| 1994                                                       | 622                                                        | 135                                                        | 102                                                        |
| 1995                                                       | 634                                                        | 125                                                        | 115                                                        |
| 1996                                                       | 572                                                        | 156                                                        | 129                                                        |
| 1997                                                       | 564                                                        | 178                                                        | 133                                                        |
| 1998                                                       | 595                                                        | 146                                                        | 127                                                        |
| 1999                                                       | 520                                                        | 162                                                        | 11                                                         |
| 2000                                                       | 587                                                        | 166                                                        | 184                                                        |
| 2001                                                       | 605                                                        | 176                                                        | 160                                                        |
| 2002                                                       | 586                                                        | 174                                                        | 202                                                        |
| 2003                                                       | 572                                                        | 173                                                        | 202                                                        |
| 2004                                                       | 549                                                        | 186                                                        | 174                                                        |
| 2005                                                       | 611                                                        | 203                                                        | 206                                                        |
| 2006                                                       | 631                                                        | 272                                                        | 198                                                        |
| 2007                                                       | 690                                                        | 176                                                        | 225                                                        |
| 2008                                                       | -                                                          | -                                                          | -                                                          |
| 2009                                                       | 501                                                        | 479                                                        | 220                                                        |
| 2010                                                       | -                                                          | -                                                          | -                                                          |
| 2011                                                       | -                                                          | -                                                          | -                                                          |
| 2012                                                       | 506                                                        | 203                                                        | 350                                                        |
| 2013                                                       | 475                                                        | 198                                                        | 257                                                        |
| 2014                                                       | 487                                                        | 222                                                        | 290                                                        |
| 2015                                                       | 759                                                        | 160                                                        | 272                                                        |
| 2016                                                       | 797                                                        | 167                                                        | 261                                                        |
| 2017                                                       | 935                                                        | 159                                                        | 274                                                        |
| 2018                                                       | 900                                                        | 171                                                        | 255                                                        |
| 2019                                                       | 960                                                        | 191                                                        | 210                                                        |
| 2020                                                       | 569                                                        | 151                                                        | 175                                                        |
| 2021                                                       | -                                                          | -                                                          | -                                                          |
| 2022                                                       | 1 016                                                      | 195                                                        | 361                                                        |
| 2023                                                       | 1 099                                                      | 215                                                        | 254                                                        |
| 2024                                                       | 1 040                                                      | 300                                                        | 469                                                        |

## Galerie de photographies

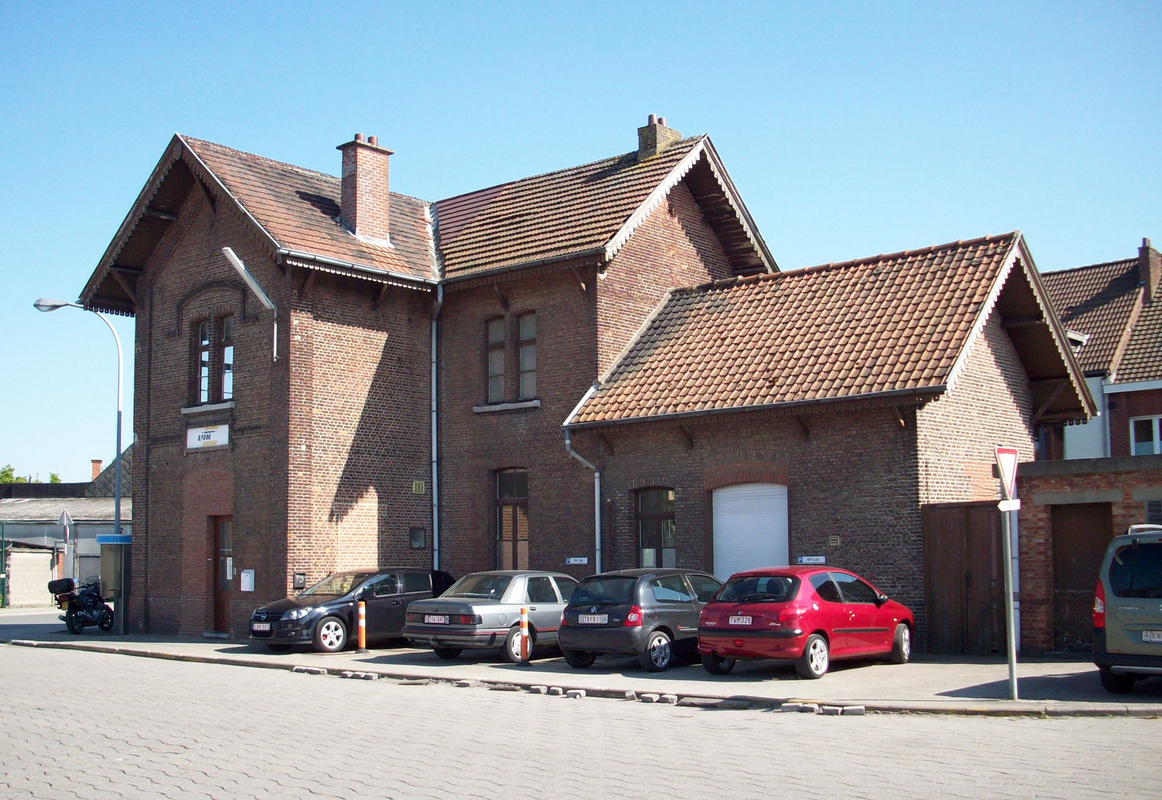
Ancienne gare vicinale (De Lijn, ex-SNCV).
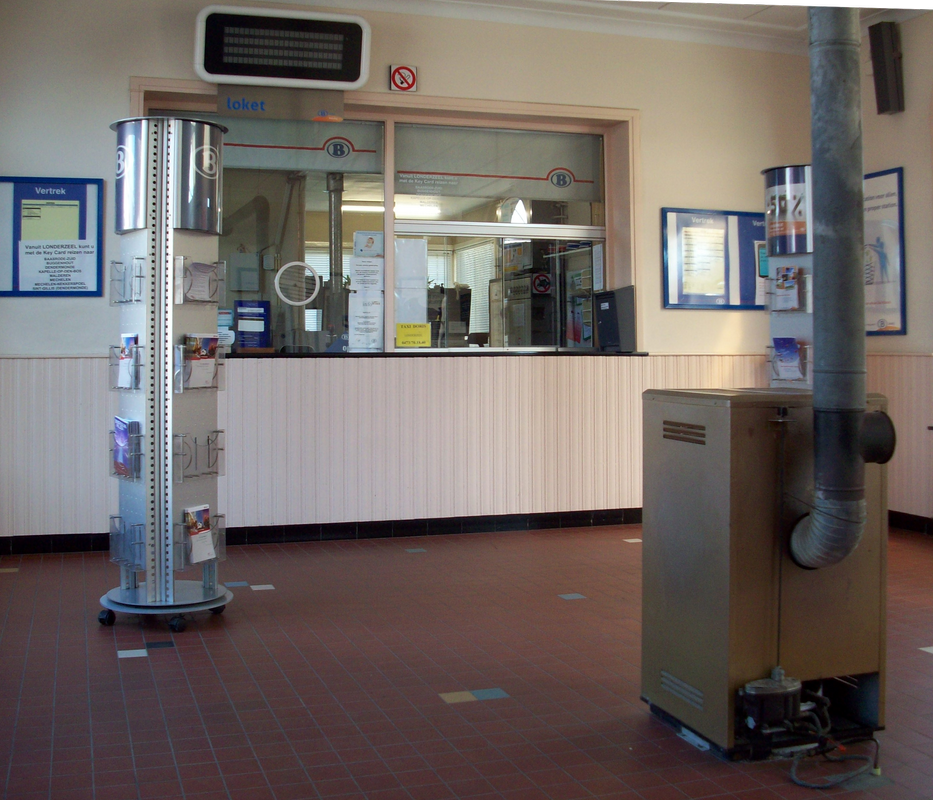
Guichet.
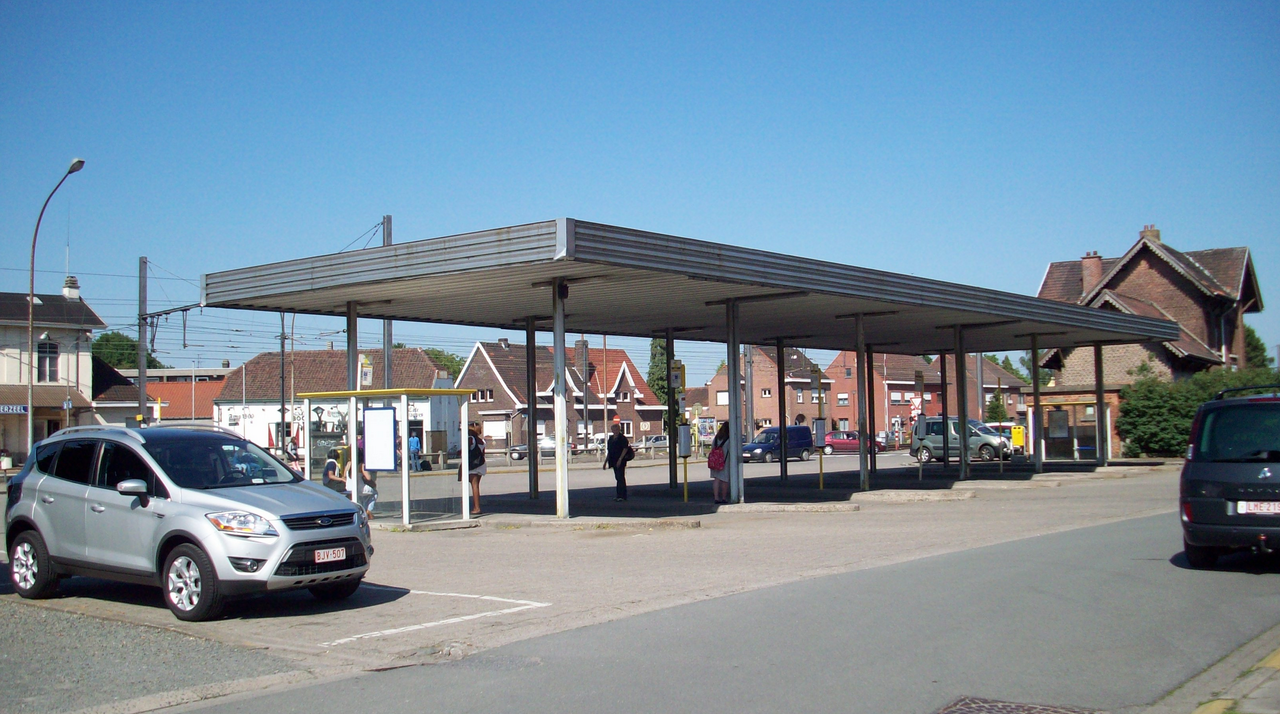
Gare routière.